# Branko Bačić
Branko Bačić (ur. 7 czerwca 1959 w Dubrowniku) – chorwacki polityk, inżynier geodeta i samorządowiec, parlamentarzysta, w latach 2010–2011 minister ochrony środowiska, od 2023 wicepremier oraz minister budownictwa, planowania przestrzennego i własności państwowej.

## Życiorys
Ukończył szkołę średnią w Blato, a w 1982 studia na wydziale geodezji Uniwersytetu w Zagrzebiu. Do 1993 był dyrektorem katastru i geodezji w administracji lokalnej w Korčuli. W 1990 dołączył do Chorwackiej Wspólnoty Demokratycznej (HDZ). Na początku lat 90. brał udział w wojnie w Chorwacji. Od 1993 do 2004 zajmował stanowisko burmistrza gminy Blato. Zasiadał we władzach chorwackiego zrzeszenia miast i gmin.
W 2003 po raz pierwszy uzyskał mandat posła do Zgromadzenia Chorwackiego. Z powodzeniem ubiegał się o reelekcję w kolejnych wyborach w 2007, 2011, 2015, 2016, 2020 i 2024. Uzyskiwał też mandat radnego żupanii dubrownicko-neretwiańskiej. Był sekretarzem stanu w ministerstwach zajmujących się sprawami morza i infrastruktury (2004–2010). W 2009 został sekretarzem generalnym HDZ.
Od grudnia 2010 do grudnia 2011 sprawował urząd ministra ochrony środowiska w rządzie Jadranki Kosor. Później powrócił do wykonywania mandatu poselskiego, powołany na przewodniczącego frakcji poselskiej swojej partii. W styczniu 2023 dołączył do drugiego gabinetu Andreja Plenkovicia, obejmując w nim stanowiska wicepremiera oraz ministra budownictwa, planowania przestrzennego i własności państwowej. Utrzymał obie te funkcje w utworzonym w maju 2024 trzecim rządzie lidera HDZ.